# Acanthodactylus senegalensis
Acanthodactylus senegalensis este o specie de șopârle din genul Acanthodactylus, familia Lacertidae, ordinul Squamata, descrisă de Chabanaud 1918. Conform Catalogue of Life specia Acanthodactylus senegalensis nu are subspecii cunoscute.